# 東船橋
東船橋（ひがしふなばし）は、千葉県船橋市の地名。現行行政地名は東船橋一丁目から東船橋七丁目である。郵便番号は273-0002。

## 地理
船橋市本町地域に属する。南西に宮本、北西に市場、北に駿河台と同地域の町域とそれぞれ接し、さらに北東に中野木、東に前原西と前原地域の町域ともそれぞれ接している。

### 地価
- 住宅街の地価では2015年度の公示地価によれば、東船橋2丁目の地点で296,000円/m2となっている[4]。

## 歴史

### 沿革
- 1968年（昭和43年）3月1日：住居表示の実施により、宮本町三丁目～宮本町六丁目の各一部をもって、東船橋五丁目～東船橋七丁目が成立する[5]。
- 1976年（昭和51年）12月1日：住居表示の実施により、宮本町五丁目、宮本町六丁目の各一部をもって、東船橋一丁目～東船橋四丁目が成立する[5]。

## 世帯数と人口
2017年（平成29年）11月1日現在の世帯数と人口は以下の通りである。
| 丁目         | 世帯数    | 人口     |
| ------------ | --------- | -------- |
| 東船橋一丁目 | 975世帯   | 1,813人  |
| 東船橋二丁目 | 642世帯   | 1,116人  |
| 東船橋三丁目 | 1,772世帯 | 3,425人  |
| 東船橋四丁目 | 1,438世帯 | 2,463人  |
| 東船橋五丁目 | 598世帯   | 1,465人  |
| 東船橋六丁目 | 545世帯   | 1,396人  |
| 東船橋七丁目 | 634世帯   | 1,501人  |
| 計           | 6,604世帯 | 13,179人 |

## 小・中学校の学区
市立小・中学校に通う場合、学区は以下の通りとなる
| 丁目         | 番地 | 小学校             | 中学校             |
| ------------ | ---- | ------------------ | ------------------ |
| 東船橋一丁目 | 全域 | 船橋市立峰台小学校 | 船橋市立宮本中学校 |
| 東船橋二丁目 | 全域 | 船橋市立峰台小学校 | 船橋市立宮本中学校 |
| 東船橋三丁目 | 全域 | 船橋市立峰台小学校 | 船橋市立宮本中学校 |
| 東船橋四丁目 | 全域 | 船橋市立峰台小学校 | 船橋市立宮本中学校 |
| 東船橋五丁目 | 全域 | 船橋市立宮本小学校 | 船橋市立宮本中学校 |
| 東船橋六丁目 | 全域 | 船橋市立宮本小学校 | 船橋市立宮本中学校 |
| 東船橋七丁目 | 全域 | 船橋市立宮本小学校 | 船橋市立宮本中学校 |

## 交通
- JR東船橋駅がこの町域内での最寄り駅である。ただしこの駅に止まるのは総武線各駅停車のみで、通過する総武快速線へは両隣駅の船橋駅や津田沼駅で乗り換えなければならない。
- 千葉県道8号船橋我孫子線(通称船取線)が、町域内と東側の前原西や中野木との境に沿うように通っている。

## 施設
- 千葉県立船橋高等学校
- DCM東船橋店
- 船橋税務署
- 道祖神社
- 日枝神社